# Будинок родини Добровольських
Будинок родини Добровольських — житловий будинок садибного типу, притаманний степовій зоні України. Зведений у 1846 р. Взятий на облік у 1995 році. Розташований за адресою: вул. Абрикосова (колишня Червонофлотська, зараз приміщення школи № 101), с. Зелене Інгулецького району м. Кривий Ріг.

## Передісторія
Будинок родини Добровольських зведений у 1846 році. Будівництво розпочато у 1840 році поміщиком Василем Добровольським, військовим офіцером царської армії Миколи І, польським шляхтичем. У маєтку родина Добровольських оселилася у 1847 році.

## Будівля

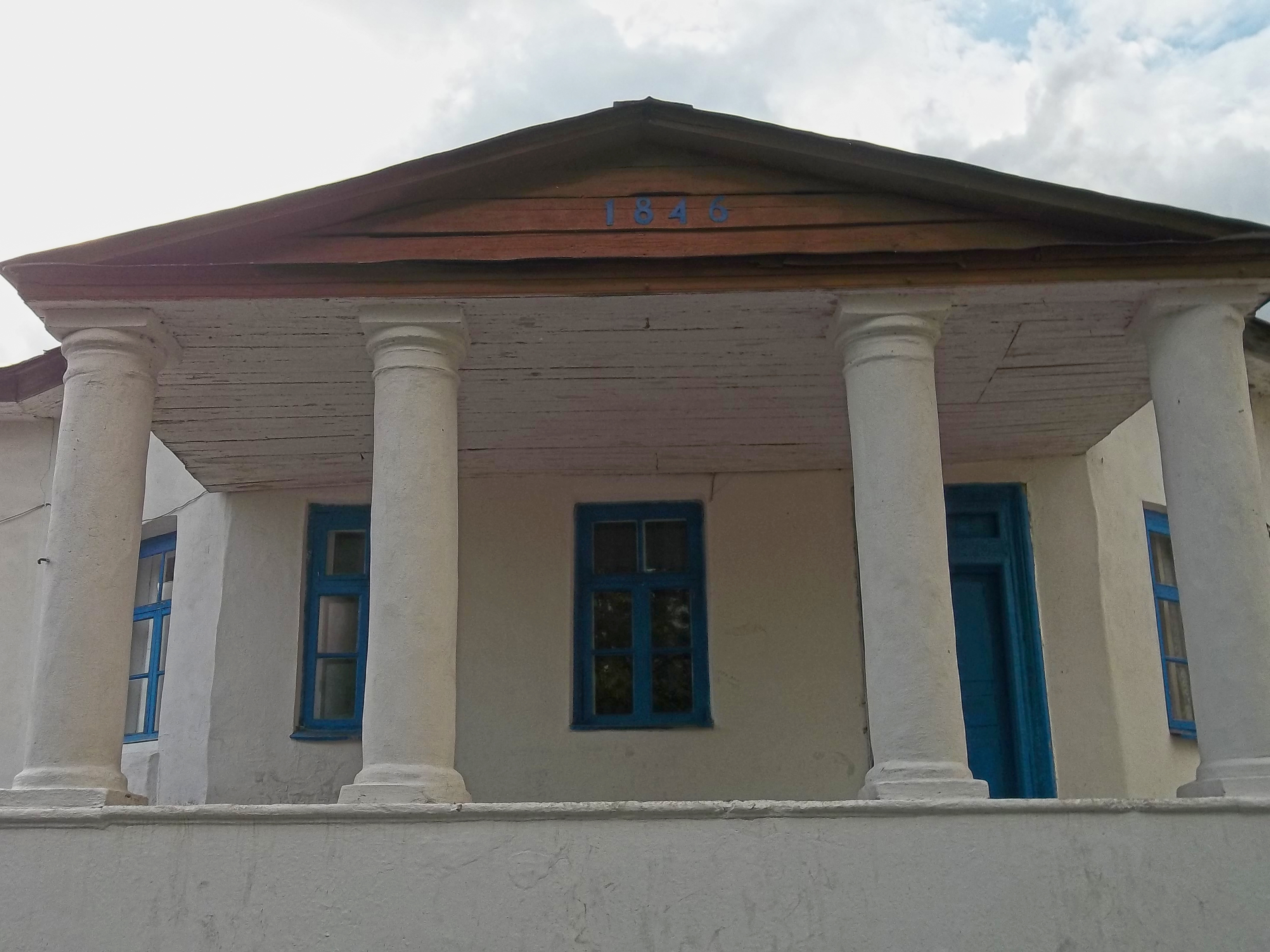
Ризоліт Будинку родини Добровольських

У 1930-ті роки приміщення колишнього поміщицького маєтку було пристосовано під дитячий будинок, де виховувалися діти-сироти та діти незаможних селян. В процесі реорганізації господарство дитячого будинку було передано Широківському ветзоотехнікуму.

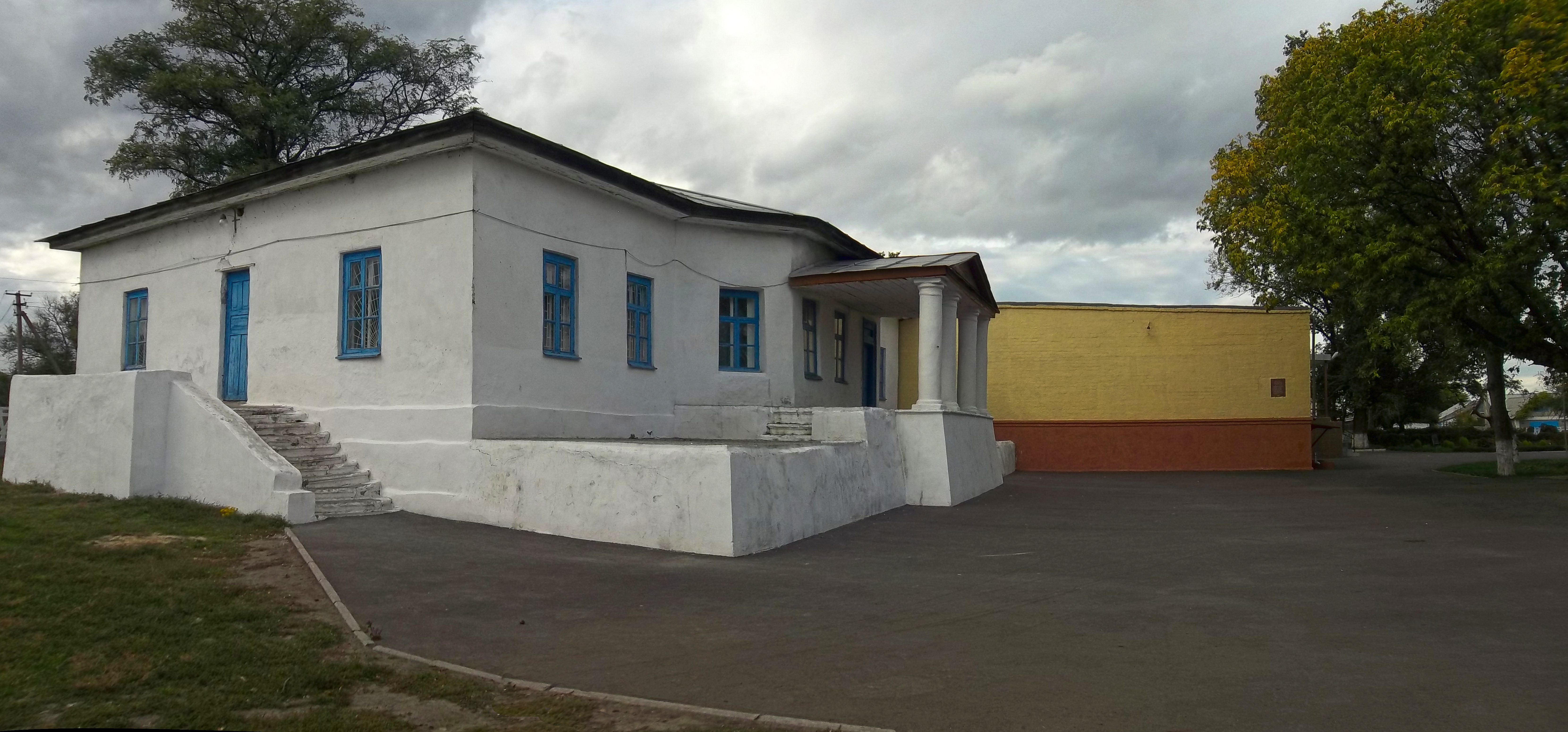
Будинок

У 1941—1944 роках під час тимчасової німецької окупації України у колишньому панському маєтку оселився Фреліх Олександр Іванович, оголосивши комплекс будівель своєю власністю. Зник під час визволення Криворіжжя.
По завершенню війни до приміщення будівлі з евакуації повернувся ветзоотехнікум. Пізніше технікум перенесено у Новомосковськ, а землі передано радгоспу «Полтавка», директор — Кот Олексій Аврамович.
На початку 1960-х років у будинку розмістилася восьмирічна школа № 101. У 1965 році до старої будівлі було добудовано нове приміщення на вісім класних кімнат, з майстернею, їдальнею та кабінетами у підвальному приміщенні. У 1968 р. в школі навчалися 262 учні, працювали 17 педагогів.
У 1996 році була проведена реставрація будівлі.
У 1998 р. у школі навчалися 126 учнів, працювали 11 педагогів.
Станом на початок 2017 року будинок родини Добровольських — це складова частина неповної середньої школи № 101, де розташована бібліотека, музичний клас, кабінети директора та завуча школи, вчительська.
Будівля розмірами 22,9×11,7 м. Головний фасад має трапецієподібний ризаліт шириною 6,5 м виступає на 1,5 м, що переходить у ґанок з двосхилим дахом, який підтримують 4 круглі колони на квадратній базі лінії фронтону. Ґанок облаштований на платформі висотою 1,8 м, яка виступає на 5 м за лінію фасаду. Вздовж спини — платформа висотою 1,1 м, шириною 3,4 м. Зліва від ґанку втоплені сходинки для підйому на рівень парадного входу. Справа до бічного фасаду примикає двоповерхова будівля школи ХХ ст. До чорного входу з іншого торця будівлі пристосовано цегляні сходинки і платформа-гульбище з бордюром висотою 0,5 м. Тильний фасад без прибудов. Стіни побілені, віконні рами дерев'яні, заґратовані. Дах залізний. Меморіальна дошка відсутня. До будівлі з боку головного фасаду примикає двір розміром 101×155 м. Половину площі двору займає декоративний сад, східну — спортивний майданчик. Перед фасадом нової школи, побудованої в 1965 році, двір 48×34 м. Територія огороджена бетонним парканом.